# Stig Ørskov
Stig Kirk Ørskov (født 11. december 1970 i Ringkøbing) har siden 1. marts 2014 været administrerende direktør i JP/Politikens Hus. I 2010-14 var han koncerndirektør, COO, med kommercielt ansvar for Ekstra Bladet, Jyllands-Posten og Politiken. Derudover er han bestyrelsesformand for Politikens Lokalaviser, Bladkompagniet samt Danske Medier. Han er samtidig bestyrelsesmedlem i Dansk Avis Omdeling, Infomedia og MetroXpress.
Stig Kirk Ørskov er bestyrelsesmedlem i Pressens Uddannelsesfond, medlem af Kompetencepanelet for Journalistik på Roskilde Universitet samt medlem af Aftagerpanelet på Institut for Kommunikation, Virksomhed og Informationsteknologier (CBIT) på Roskilde Universitet.
Stig Kirk Ørskov var journalistisk og administrativ chefredaktør med særligt ansvar for Politikens digitale medier fra 2006 til 2010. Før det var han erhvervsredaktør og analyseredaktør samme sted. I 2002 var han erhvervsredaktør på dagbladet Dagen, der kun nåede at udkomme 41 gange, inden selskabet bag gik konkurs 6. december samme år. Han har derudover arbejdet på Information, Ugebrevet Mandag Morgen, Reuters Finans, Infopaq, Månedsbladet Press og Børsinformation.
Han er gift med journalist Anne Mette Kirk Ørskov. Han er student fra Thisted Gymnasium og har uddannet sig i økonomi på Københavns Universitet samt forvaltning og historie på Roskilde Universitet og University of Melbourne. Stig Kirk Ørskov var i gymnasieårene politisk aktiv i Danske Gymnasieelevers Sammenslutning og flirtede med Danmarks Kommunistiske Ungdom.